# Soverzene
Soverzene település Olaszországban, Veneto régióban, Belluno megyében. Lakosainak száma 368 fő (2023. január 1.). Soverzene Erto e Casso, Longarone, Alpago és Ponte nelle Alpi községekkel határos.

## Népesség
A település lakossága az elmúlt években az alábbi módon változott:
| Lakosok száma | 386  | 380  | 368  |
|               | 2017 | 2018 | 2023 |